# Rory Kennedy
Pour les articles homonymes, voir Kennedy.
Rory Elizabeth Katherine Kennedy (née le 12 décembre 1968 à Washington) est une réalisatrice et productrice de documentaires américaine. Elle est la fille posthume de Robert F. Kennedy, sénateur américain de l'État de New York et ancien procureur général des États-Unis, et de sa femme Ethel Kennedy née Skakel.

## Biographie
Rory Kennedy est la plus jeune des onze enfants du sénateur américain Robert F. Kennedy et de sa femme Ethel Kennedy.
Son père est assassiné six mois avant sa naissance lors d'un attentat perpétré à l'Hôtel Ambassador de Los Angeles, en Californie. En 1984, son frère David meurt d'une overdose de drogue, en 1997 son frère Michael d’un accident de ski.
Deux ans plus tard, son cousin John F. Kennedy, Jr. s'écrase dans l'avion qu'il pilotait pour se rendre à son mariage. La cérémonie est reportée et tenue en plus petit comité deux semaines plus tard. Rory Kennedy épouse ainsi Mark Bailey (en) le 2 août 1999. Deux filles, Georgia Elizabeth et Bridget Katherine, naitront en 2002 et 2004, puis un fils Zachary Corkland en 2007.

## Prix
Rory Kennedy a reçu plusieurs prix pour son travail en tant que réalisatrice et productrice de documentaires. En 2015, elle est nommée pour son court métrage Last Days in Vietnam pour l'Oscar dans la catégorie Meilleur documentaire.

## Films documentaires
- 1986 : America Undercover: A Boy's Life
- 1999 : American Hollow
- 1999 : Epidemic Africa
- 2000 : The Changing Face of Beauty
- 2003 : Pandemic: Facing AIDS
- 2004 : Indian Point: Imagining the Unimaginable
- 2014 : Last Days in Vietnam
- 2022 : Downfall : L'Affaire Boeing (Downfall: The Case Against Boeing)